# Bruce Gordon (acteur sud-africain)
Pour les articles homonymes, voir Gordon et Bruce Gordon.
Ne doit pas être confondu avec Bruce Gordon (acteur américain).
Bruce Gordon, né à Johannesbourg (Afrique du Sud), est un acteur et réalisateur sud-africain.

## Filmographie

### Comme réalisateur
- 1919 : The First Men in the Moon (Les Premiers Hommes dans la Lune)
- 1921 : Hobgoblins

### Comme acteur
- 1918 : Democracy : George Greig
- 1919 : All Men Are Liars : Stephen
- 1919 : After Many Days : Paul Irving
- 1919 : The First Men in the Moon : Hogben
- 1919 : La Loi de l'enfant (A Little Child Shall Lead Them) : Bruce Hardy
- 1920 : Fate's Plaything : Dr Lucas Murray
- 1920 : The House of the Tolling Bell : Richard Steele
- 1920 : The Forbidden Valley : Jack Winslow
- 1921 : The Burglars Bold
- 1921 : Pinning It On
- 1921 : Oh, Promise Me
- 1921 : Prince Pistachio
- 1921 : Paint and Powder
- 1921 : Hurry West
- 1921 : A Private Scandal : Jerry Hayes
- 1921 : Bring Him In (en) de Robert Ensminger et Earle Williams : McKenna
- 1922 : The Timber Queen : Don Mackay
- 1922 : The Love Gambler : Joe McClelland
- 1923 : Ruth of the Range : Bruce Burton
- 1923 : Let's Go de William K. Howard: Mio Sprowl
- 1923 : Kentucky Days : Gordon Carter
- 1924 : Robes of Sin : Cyler Bryson
- 1924 : The Judgment of the Storm de Del Andrews : Dave Heath
- 1924 : The Fortieth Door : Jack Ryder
- 1924 : Western Luck : Leonard Pearson
- 1924 : Maud Muller
- 1924 : The Fatal Mistake
- 1924 : The Courageous Coward : Dave Morgan
- 1924 : Tainted Money d'Henry MacRae : Marston
- 1925 : Stampedin' Trouble
- 1925 : Midnight Molly : John Warren
- 1925 : Gold and the Girl : Bart Colton
- 1925 : Sky's the Limit : Det. Robert Bronson
- 1925 : Smooth as Satin : Jimmy Hartigan
- 1925 : Brand of Cowardice : Michael Cochrane aka Smith
- 1925 : Don X : Frank Blair / Don X
- 1925 : Webs of Steel : John Andrews
- 1925 : Three Wise Crooks : Don Pelton
- 1925 : La Race qui meurt (The Vanishing American) de George B. Seitz : Rhur
- 1925 : No Man's Law : Monte Mallory
- 1925 : The Danger Zone : Paul Taylor
- 1926 : Transcontinental Limited : Joe Slavin
- 1926 : Beyond the Rockies : Monte Lorin
- 1926 : Lawless Trails : Bud Clews
- 1926 : The Speed Limit : Claude Roswell
- 1926 : The Escape de Milburn Morante : Howard Breen
- 1926 : Born to the West : Bate Fillmore
- 1926 : The Dangerous Dude : Harold Simpson
- 1926 : Bucking the Truth : Matt Holden
- 1926 : Dumb Romeo : Tim Connors
- 1926 : Moran of the Mounted : Carlson
- 1926 : Ahead of the Law
- 1926 : The Dude Cowboy : Carl Kroth
- 1926 : The Unknown Cavalier : Bob Webb
- 1926 : Pals in Paradise de George B. Seitz : Gentleman Phil
- 1926 : Stick to Your Story : Whipple
- 1926 : Man of the Forest : Jim Wilson
- 1927 : The Sonora Kid : James Poindexter
- 1927 : Blazing Days : Dude Dutton
- 1927 : The Outlaw Dog : Ed
- 1927 : Hands Off : Simeon Coe
- 1927 : The Poor Nut de Richard Wallace : Coach Jackson
- 1927 : Isle of Sunken Gold : Tod Lorre
- 1927 : Desert Dust de William Wyler : 'Butch' Rorke
- 1928 : Under the Tonto Rim : Killer Higgins
- 1928 : Un cœur à la traîne (Anybody Here Seen Kelly?) de William Wyler : Mr Hickson
- 1928 : Partners in Crime : Dodo
- 1928 : The Tiger's Shadow : Bennie
- 1929 : The Clean-Up : Hard Boiled Foley
- 1929 : The Fire Detective
- 1929 : The Lady from the Sea : Dick Roberts
- 1936 : The Mystery of the Mary Celeste de Denison Clift : Olly Deveau
- 1937 : Elephant Boy de Robert Flaherty et Zoltan Korda : Rham Lahl
- 1937 : Song of the Forge : Ted Salter
- 1946 : Night Boat to Dublin : Hood